# Sexiang
Sexiang (kinesiska: 色乡) är en socken i Kina. Den ligger i den autonoma regionen Tibet, i den sydvästra delen av landet, omkring 170 kilometer söder om regionhuvudstaden Lhasa. Antalet invånare är 2 029. Befolkningen består av 1 009 kvinnor och 1 020 män. Barn under 15 år utgör 22,0 %, vuxna 15-64 år 70 %, och äldre över 65 år 6,0 %.
Genomsnittlig årsnederbörd är 907 millimeter. Den regnigaste månaden är juli, med i genomsnitt 190 mm nederbörd, och den torraste är december, med 6 mm nederbörd.